# Vasaloppet 2002
Vasaloppet 2002 avgjordes söndagen den 3 mars 2002, och var den 78:e upplagan av Vasaloppet. Loppet vanns av Daniel Tynell på tiden 03:58:52 vilket då var den 5e vinnartiden på under 4 timmar sedan starten 1922.

## Resultat
Not: Pl = Placering, Nr = Startnummer, Tid = Sluttid
| Pl. | Nr  | Namn                | Klubb/Land        | Tid      | Diff   |
| --- | --- | ------------------- | ----------------- | -------- | ------ |
| 1   | 3   | Daniel Tynell       | Falun/Borlänge SK | 03:58:52 | +00:00 |
| 2   | 19  | Jörgen Aukland      | Norge             | 03:59:01 | +00:09 |
| 3   | 5   | Oskar Svärd         | Sollefteå SK      | 04:00:07 | +01:15 |
| 4   | 14  | Mattias Svahn       | IFK Mora SK       | 04:00:07 | +01:15 |
| 5   | 8   | Fredrik Östberg     | Falun/Borlänge SK | 04:00:08 | +01:16 |
| 6   | 16  | Magnus Johansson    | Falun/Borlänge SK | 04:00:11 | +01:19 |
| 7   | 13  | Stanislav Rezac     | Tjeckien          | 04:00:37 | +01:45 |
| 8   | 157 | Andrus Veerpalu     | Estland           | 04:01:36 | +02:44 |
| 9   | 1   | Henrik Eriksson     | IFK Mora SK       | 04:02:15 | +03:23 |
| 10  | 111 | Mathias Fredriksson | Häggenås SK       | 04:02:15 | +03:23 |